# 傑佛瑞·巴頓
傑佛瑞·羅伯特·巴頓（英語：Geoffrey Robert Bardon，1940年—2003年5月6日）是澳洲藝術家與教師，被公認為「西部沙漠原住民藝術運動」發展的關鍵推手。  
巴頓最初在悉尼大學攻讀法律三年，後轉入悉尼國立藝術學院學習藝術教育，1965年畢業。1971年，他赴愛麗斯泉西北250公里處的原住民社區帕普尼亞擔任小學教師。  
在鼓勵孩童將沙畫圖案轉化為繪畫後，巴頓進一步促成部落長者在校牆繪製《蜜蟻夢世紀》壁畫，以壓克力顏料保存其傳統夢創時代故事。學者埃里克·邁克爾斯評論：「（在巴頓引導下）長者們的創作與1960-70年代國際極簡主義繪畫產生對話」，但巴頓本人強調未干預創作。  
這場藝術運動席捲澳洲中部並獲國際認可，但巴頓因政府部門的漠視與批評飽受壓力——原住民長者繪製的壁畫遭當局粉刷覆蓋。他最終精神崩潰，返回悉尼後接受爭議性的深度睡眠療法，健康嚴重受損。  
1971至1973年間，巴頓與帕普尼亞圖拉藝術運動創始成員密切合作，其後多年持續記錄推廣原住民藝術。1988年獲頒澳洲勳章表彰其貢獻，身後遺有妻子多恩與兩子詹姆斯、麥可。  

## 榮譽
1988年澳洲國慶日榮譽名單中，巴頓獲授澳洲勳章成員勳銜（AM），表彰「對傳統原住民藝術保存與發展的服務」。  

## 著作

### 書籍
- 《西部沙漠原住民藝術》（1979年）
- 《帕普尼亞圖拉：西部沙漠藝術》（1991年）
- 《故事之地：帕普尼亞》（與詹姆斯·巴頓合著，2004年）

### 影視作品
- 《豐饒時光》（1971年）
- 《夢世紀月曆》（1976年）
- 《米克與月亮》（1978年）

## 延伸閱讀
- 約翰·基恩：〈帕普尼亞男性繪畫室如何改變澳洲藝術〉
- 《悉尼晨鋒報》訃聞：「原住民藝術的牧羊人」

## 外部連結
- 紀錄片《圖案先生》（2004年）